# Z-27号驱逐舰
Z-27号（德語：Z 27）是纳粹德国海军于1930年代末至1940年代初建造的十五艘1936A型驱逐舰之一。它于1939年12月27日开始在不来梅的德希马格威悉船厂铺设龙骨，1940年8月1日下水，至1941年2月26日交付使用，同年晚些时候被转移到挪威水域，并于接下来的数年间一直在当地为船队护航和布设雷区。1942年底，该舰击沉了一艘苏联油轮，随后回国进行改装。1943年中期完工后，Z-27号重返挪威，参加了9月突袭斯匹次卑尔根岛的“西西里行动”。次月，该舰驶往法国，抵埗后成为第8驱逐区舰队的旗舰。该部队的任务是在12月护送几艘突围舰只穿越比斯开湾，尽管盟军正努力寻找并击沉它们。第一艘突围舰成功经受住了考验顺利通过，但第二艘在德国舰群前往会合点的途中被发现并击沉。它们遭到两艘英国轻巡洋舰拦截，Z-27号在随后于12月28日爆发的比斯开湾海战中也被击沉，导致约300名官兵阵亡。

## 设计
1936A型驱逐舰较之前的1936型稍大，武器装备也更重。其水线长和全长分别为121.9米和127米，有12米的舷宽以及最大4.43米吃水深度；舰只的设计排水量为2,543吨，满载时则可达3,543吨。Z-27号由两台瓦格纳齿轮传动蒸汽轮机提供动力，各负责驱动一副直径为3.35米的三叶螺旋桨。过热蒸汽则由六台瓦格纳水管锅炉供应，可以输出70,000匹軸馬力（52,000千瓦特）的功率。该舰的设计航速为36節（67每小時），最多可贮存791吨燃料油，能够以19節（35每小時）的速度的巡航2,500海里（4,600）。舰只的标准船员编制为11名军官和321名水兵。

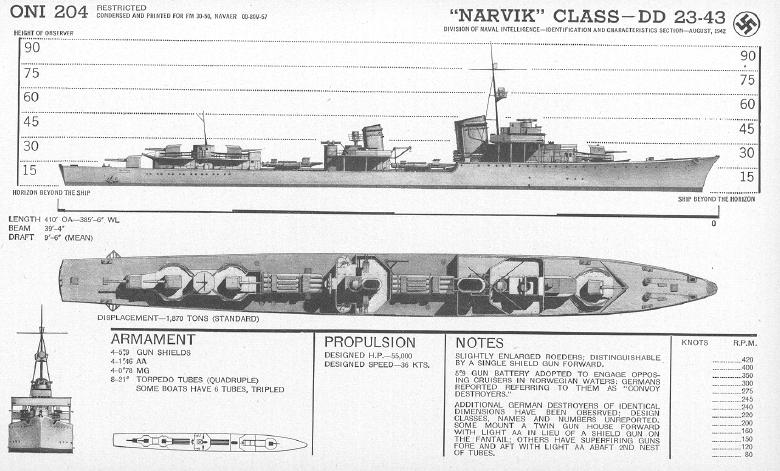
战时盟军绘制的1936A型驱逐舰识别图

该舰装备有四门150毫米36式鱼雷艇炮，架设在带有炮挡的单装炮座上。其中一门位于舰艛前侧、三门位居舰艉，并从前到后编为1至4号。防空武器则包括安装在与后部烟囱并排的一对双联装炮座上的四门37毫米30式速射炮和五门单座20毫米30式高射炮组成。此外，该舰还在水上部分的两个四联装动力操纵式底座上安装有八具533毫米鱼雷发射管，每个底座均提供两次重新装填。四个深水炸弹发射器和布雷导轨则安装在艉后部甲板室的两侧，最多可贮存60枚水雷。作为探测潜艇的工具，舰上也搭载有一套称为“群听装置”的被动式水听器，并可能安装有一套主动式声纳系统。在舰桥顶部则配备了FuMo-24/25型。
虽然没有精确的数据，但Z-27号很可能在1942年的改装中获得了两组四联装的20毫米炮座，用于取代初始的单装炮。

## 历史
Z-27号于1938年4月23日由纳粹德国海军所订购，自1939年12月27日开始在不来梅的德希马格威悉船厂铺设龙骨，建造序列为961。该舰于1940年8月1日下水，至1941年2月26日在首任舰长、海军少校卡尔·E·斯米特的指挥下交付使用。尽管尚未完成战备工作，它仍于同年9月被编入海军中将奥托·齐里亚克斯麾下波罗的海舰队（Baltenflotte）的北部集群，这是一个围绕战列舰提尔皮茨号建立的临时编队，于9月23日至29日向奥兰海出击，以阻止苏联波罗的海舰队从芬兰湾突围的任何企图。行动结束后，驱逐舰群一直驻泊在芬兰湾的出口处，为齐里亚克斯的新旗舰纽伦堡号提供保护，直到10月1日后者也被撤回戈滕哈芬。
1941年11月24日，Z-27号从基尔驶往奥胡斯装载水雷，然后于29日与姊妹舰Z-23号、Z-25号以及Z-5“保罗·雅各比”号和快速攻击艇护航舰坦噶号一同移师特隆赫姆。Z-27号从那里再转移至希尔克内斯加入第8驱逐区舰队。它是向12月16日巴伦支海出击的四艘驱逐舰之一，在科拉半岛沿岸搜寻盟军船只。翌日，Z-25号的雷达在浓雾中探测到了相距37.5（20.2海里）的两艘船。德国人以为它们是苏联驱逐舰，但对方实际上是两艘英国扫雷舰哈泽德号和斯皮迪号，正驶向与QP-6号护航船队会合。德国对其实施拦截，但浓雾和结冰阻碍了射击的精度。尽管斯皮迪号被命中四次，并消耗了大量弹药，但英国军舰仍然得以成功逃脱。Z-25号和Z-27号曾试图发射11枚鱼雷，但各自仅成功施射一枚。Z-27号随后出现了螺旋桨轴的问题，遂于1942年1月5日驶回德国接受改装。该舰于5月重返挪威，加入由重型军舰组成的第二战斗集群，并参加了7月初试图拦截PQ-17号北极护航船队的“跳马行动”的早期阶段。拦截力量分成两组：装甲舰舍尔将军号和吕措号在纳尔维克与Z-27号及其四艘姊妹舰结成一组，战列舰提尔皮茨号和重巡洋舰希佩尔将军号则组成另一组。但在前往阿尔塔峡湾会合途中，吕措号和三艘驱逐舰搁浅，迫使整组放弃了行动。10月13日至15日，Z-27又与姊妹舰Z-30号以及Z-4“理夏德·拜岑”号和Z-16“弗里德里希·埃科尔特”号在卡宁半岛的白海出海口附近布下雷区，导致苏联破冰船阿纳斯塔斯·米高扬号沉没。三周后，同样的四艘驱逐舰于11月初护送希佩尔海将军号试图拦截独立驶向苏联港口的盟军商船。11月7日，当Z-27号在巡逻线的另一端搜寻船队时，希佩尔将军号舰上的浮筒机通知它有一艘油轮出现，驱逐舰遂开始追击。它首先拦截并击沉了猎潜舰BO-78号，然后追上并击沉了正在西行、8,000吨级的苏联油轮顿巴斯号，并从两艘舰船上救出幸存者。
1942年12月2日，Z-27号回到德国，在不来梅进行改装，至1943年6月15日再与Z-30号共同重返挪威。两艘驱逐舰于6月19日至28日在挪威南部执行了多次布雷任务，然后在北部的阿尔塔峡湾重新加入第二战斗集群。9月，Z-27号还参与了袭击斯匹次卑尔根岛的“西西里行动”，期间曾在岛上卸下部队。当月24日，它是护送吕措号返回德国基尔的四艘驱逐舰之一，然后于10月31日与另一艘驱逐舰ZH-1号一起移驻德占法国。在前往滨海勒韦尔东的航程中，两舰在通过英吉利海峡时都被英国海岸炮的弹碎轻微损坏。11月5日，它们又在昂蒂费角遭到英国鱼雷快艇的无果攻击，并击伤了几艘来袭者。抵埗后，Z-27号成为时任第8驱逐区舰队司令、海军上校汉斯·埃德门格的旗舰，也是德国突围舰奥索尔诺号于12月24日至26日穿越比斯开湾的护航舰之一。

### 比斯开湾海战

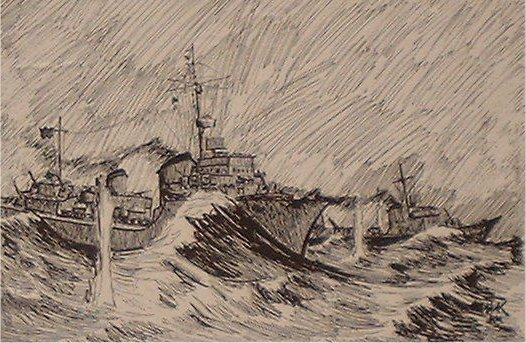
从Z-27号舰上看到的T-25号鱼雷艇和T-26号鱼雷艇被炮击的景象，由汉斯·赫尔穆特·卡尔施绘制并捐赠予爱尔兰国家海事博物馆

另一艘德国突围舰——2,729总吨的冷藏船阿尔斯特河岸号（Alsterufer）落后奥索尔诺号数日，由Z-27号连同第8驱逐区舰队的另外三艘驱逐舰、以及第4鱼雷艇区舰队的六艘鱼雷艇于12月27日启航，护送它穿越海湾。盟军通过“超级解密”的破译工作发现了这艘突围舰，遂在西大西洋提前部署巡洋舰和飞机，执行“石墙行动”展开拦截。当天下午晚些时候，一架来自英国皇家空军第311中队的B-24解放者重型轰炸机击沉了阿尔斯特河岸号。
德国护航舰艇继续向会合点进发，直到第二天午后才意识到突围舰沉没。28日上午，它们被一架美国解放者轰炸机发现，由派往石墙行动的英国轻巡洋舰格拉斯哥号和企业号实施拦截。当双方遭遇时，德国舰群正在返航，但天气已明显转差，波涛汹涌的海面把水花溅到舰艏的火炮上，使它们难以正常工作。此外，飞沫严重降低了能见度，妨碍了火炮与鱼雷的测距和瞄准。13:46，格拉斯哥号利用雷达率先向距离最近的德舰Z-27号和Z-23号开火，射程为21,400碼（19,600），几分钟后企业号也紧随其后开火。当距离接近至17,000（19,000碼）时，Z-23号发射了六枚鱼雷，但全数射失。大约同一时间，驱逐舰群开始还击。埃德门格于14:18决定分散他的部队，命令Z-23号、Z-27号和三艘鱼雷艇掉头向北行驶。七分钟后，Z-27号发射了剩余准备好的鱼雷，同样全部未能命中。英国舰艇对北行的德国舰群展开追击，不久后企业号的一发炮弹便击中Z-27号的2号锅炉舱，切断了右舷主蒸汽管道，迫使锅炉舱人员撤离，并导致右舷涡轮机失效。损坏的影响开始累积，其它锅炉在接下来的一小时左右开始陆续出现故障，左舷涡轮机的给水泵也是如此。几小时后，在追击分散的德军时，格拉斯哥号发现了已陷入漂流的Z-27号并驶近至近距离平射射程，继而于16:41以火炮将其击沉。德国U艇、西班牙驱逐舰和爱尔兰商船凯洛格号共营救出93人，但Z-27号仍约有300名官兵阵亡。

## 脚注
1. 1 2 3  Gröner，第203–204頁.
2. ↑  Whitley，第68頁.
3. ↑  Koop & Schmolke，第179頁.
4. ↑  Whitley，第68, 71–72頁.
5. 1 2 3  Koop & Schmolke，第108頁.
6. ↑  Koop & Schmolke，第24, 108頁.
7. ↑  Rohwer，第103頁.
8. ↑  Rohwer，第127, 202, 207頁.
9. ↑  Whitley，第131–132, 142頁.
10. ↑  Koop & Schmolke，第103頁.
11. ↑  Rohwer，第257, 277, 284, 294–295頁.
12. ↑  Whitley，第148, 167頁.
13. 1 2  Rohwer，第295頁.
14. ↑  Whitley，第149頁.
15. ↑  Whitley，第149–156頁.